# سوزان استرومن
سوزان پی استرومن (متولد ۱۷ اکتبر ۱۹۵۴) کارگردان سینما، طراح رقص کارگردان فیلم و مجری آمریکایی است. تولیدات برجسته او عبارتند از تهیه‌کنندگان (موزیکال), دیوانه برای شما، تماس با ما و پسران اسکاتسبورو.
او پنج بار برنده جایزه تونی، چهار برای بهترین رقص و یک بار به عنوان بهترین کارگردان موزیکال برای تولیدکنندگان شده‌است. علاوه بر این او جوایز لورنس اولیویه، پنج جایزه میز درام، هشت جایزه حلقه منتقدان بیرونی، دو جایزه لوسیل لورتل و جایزه جورج ابوت را دریافت کرده‌است.